# Valtimo
Valtimo è stato un comune finlandese, avente 2421 abitanti al momento della soppressione della municipalità a fine 2012, situato nella regione della Carelia Settentrionale. Dal 1º gennaio 2020 è stato inglobato nella città di Nurmes.